# Denza
Shenzhen BYD New Energy Co., Ltd., търгуваща като Denza, е производствена компания със седалище в Шънджън, Китай, специализирана в производството на луксозни електрически автомобили, и е съвместно предприятие между BYD и Mercedes-Benz Group. Основана през май 2010 г., в края на 2014 г. компанията произвежда един модел с изцяло електрически пробег до 300 km. Първоначално колата е пусната в продажба само в избрани китайски градове. През декември 2021 г. е обявено, че Daimler ще намали дела си до 10%, а BYD ще държи 90%.

## Модели и продукти
- Denza D9
- Denza N7
- Denza N8

- Denza N8 MAX
- Denza N9

- Denza EV/500 (2014 – 2019)
- Denza X (2019 – 2021)

### Концептуални коли
- Denza EV Concept (2012)
- Denza Inception (2022)

- Denza 500
- Denza X
- Denza D9
- Denza N7